# Петр (Другов)
Епископ Петр (в миру Алексей Николаевич Другов или Дугов; 13 (25) марта 1858, Москва — 1917) — епископ Русской православной церкви, епископ Смоленский и Дорогобужский.

## Биография
Первоначальное образование получил в 2-й Московской гимназии.
В 1881 году окончил Московский университет по историко-филологическому факультету со степенью кандидата.
В 1883 году сдал экзамен на магистра русской словесности.
23 марта 1884 году пострижен в монашество. 7 апреля рукоположен во иеродиакона, а 3 июня — во иеромонаха.
В том же году выдержал экзамен в Московской духовной академии на степень кандидата богословия и оставлен при академии.
С 28 января 1885 года — инспектор Вифанской духовной семинарии.
С 27 января 1889 года назначен ректором Владимирской духовной семинарии, 12 февраля возведен в сан архимандрита.
В 1891 году — исполняющий обязанности инспектора Московской духовной академии.
С 23 апреля 1892 года — ректор Киевской духовной семинарии.
19 сентября 1893 года хиротонисан во епископа Сухумского. Хиротония состоялась в Успенской церкви Киево-Печерской Лавры.
С 17 января 1895 года — епископ Сумский, викарий Харьковской епархии.
20 мая 1899 года назначен епископ Смоленский и Дорогобужский.
Осенью 1907 года разгорелся настоящий скандал — в Смоленск была назначена ревизия. непорядки были выявлены буквально в каждой из сфер епархиальной жизни — выявлены финансовые злоупотребления, богослужебный устав не соблюдался даже в кафедральном соборе, что свидетельствует едва ли не о богослужебной некомпетентности правящего архиерея, было вскрыто хищение ценностей в ризницах архиерейского дома, кафедрального собора, в ряде монастырей, не досчитались ценностей и в церковно-археологическом комитете. В конце 1907 года епископ Петр, пытаясь оперативно реагировать на ситуацию, даже успел освободить от обязанностей настоятеля смоленского Спасо-Авраамиева монастыря архимандрита Игнатия, который, однако, отчаянно оспаривал это решение в Синоде..
У епископа Петра нашлись сторонники: его поддержало привилегированное и зависящее от благорасположения епископа городское духовенство и отдельные представители чиновничества. Против епископа выступил археологический комитет, обличительную позицию заняла светская печать. Но Масштаб вскрытых ревизией нарушений однозначно решил судьбу епископа. 15 февраля 1908 года уволен «по прошению, в связи с болезнью» в Новоиерусалимский Воскресенский монастырь.
О своей отставке он узнал лишь тогда, когда решение было подписано императором, опубликовано и вступило в силу. После этого епископ Петр с возмущением писал обер-прокурору Петру Извольскому о том, что прошений не подавал, добиваясь «прозрачного» решения своего вопроса.
Он уже никогда более не вышел из опалы, прожив остаток жизни «на покое» в Воскресенском Новоиерусалимском монастыре.
Скончался в 1917 году. Погребён в Ново-Иерусалимском монастыре.

## Сочинения
- Западная Церковь в борьбе с Великим расколом в первое десятилетие XV в. М. 1890.